# Docisk
Docisk w wytrzymałości materiałów – stan obciążenia ciała, kiedy działające na nie obciążenie zewnętrzne jest skupione na małym fragmencie jego powierzchni. Takie obciążenie powoduje pojawienie się dużych naprężeń w otoczeniu punktu przyłożenia siły, które szybko maleją ze odległością od tego punktu.
Docisk występuje przy wszelkiego rodzaju uchwytach, łożyskach, w parach kinematycznych oraz w połączeniach nitowych, klinowych i wpustowych.

## Obliczenia wytrzymałościowe
Zakłada się, że obciążenie dociskowe wywołuje powstanie umownych naprężeń normalnych
{\displaystyle \sigma _{d}={\frac {P}{A}}}
gdzie:
- σd – naprężenie umowne
- P – siła zewnętrzna
- A – pole przekroju (w przypadku docisku na powierzchniach walcowych lub stożkowych jest to osiowa powierzchnia przekroju)

Zgodnie z hipotezą wytężeniową naprężenie musi spełniać warunek:
{\displaystyle \sigma _{d}<k_{d},}
gdzie:
- {\displaystyle k_{d}} – naprężenie dopuszczalne na ściskanie.